# Hinunangan
Hinunangan (Bayan ng Hinunangan) är en kommun i Filippinerna. Kommunen ligger på ön Leyte, och tillhör provinsen Södra Leyte. Folkmängden uppgår till 25 016 invånare.

## Barangayer
Hinunangan är indelat i 40 barangayer.
| - Ambacon - Badiangon - Bangcas A - Bangcas B - Biasong - Bugho - Calag-itan - Calinao - Canipaan - Catublian - Ilaya - Ingan - Labrador | - Lumbog - Manalog - Manlico - Matin-ao - Nava - Nueva Esperanza - Otama - Palongpong - Panalaron - Patong - Poblacion - Pondol - Salog | - Salvacion - San Pablo Island - San Pedro Island - Santo Niño I - Santo Niño II - Tahusan - Talisay - Tawog - Toptop - Tuburan - Union - Upper Bantawon - Libas |

## Bildgalleri

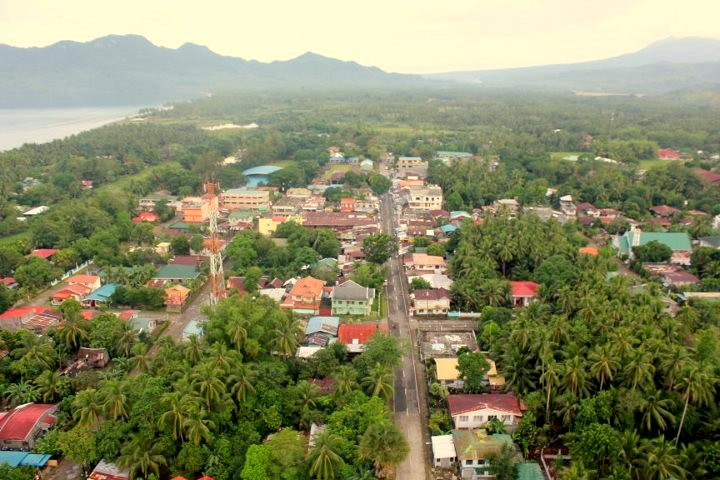